# Província d'El Hajeb
La província d'El Hajeb (en àrab إقليم الحاجب, iqlīm al-Ḥājib; en amazic ⵜⴰⵙⴳⴰ ⵏ ⵍⵃⴰⵊⴱ, tasga n Lḥajb) és una de les províncies del Marroc, fins 2015 part de la regió de Meknès-Tafilalet i actualment de la de Fes-Meknès. Té una superfície de 2.135 km² i 247.016 habitants censats en 2014. La capital és El Hajeb. Fou creada l'1 de gener de 1991 pel decret reial n. 2.91.90.

## Divisió administrativa
La província d'El Hajeb consta de 4 municipis i 12 comunes:
| Nom            | Codi geogràfic | Tipus        | Habitatges | Població | Estrangers | Locals | Notes                                                                                           |
| -------------- | -------------- | ------------ | ---------- | -------- | ---------- | ------ | ----------------------------------------------------------------------------------------------- |
| Agourai        | 171.01.01.     | Municipi     | 2724       | 13291    | 8          | 13283  |                                                                                                 |
| Ain Taoujdate  | 171.01.03.     | Municipi     | 4511       | 22030    | 10         | 22020  |                                                                                                 |
| El Hajeb       | 171.01.05.     | Municipi     | 6025       | 27667    | 26         | 27641  |                                                                                                 |
| Sabaa Aiyoun   | 171.01.07.     | Municipi     | 4148       | 21513    | 2          | 21511  |                                                                                                 |
| Ait Ouikhalfen | 171.03.01.     | Comuna rural | 627        | 4303     | 1          | 4302   |                                                                                                 |
| Ait Yaazem     | 171.03.03.     | Comuna rural | 2845       | 14615    | 0          | 14615  |                                                                                                 |
| Jahjouh        | 171.03.05.     | Comuna rural | 1388       | 7689     | 1          | 7688   | 3585 residents viuen al centre, anomenat Sebt Jahjouh; 4104 residents viuen en zones rurals.    |
| Ras Ijerri     | 171.03.07.     | Comuna rural | 1094       | 6119     | 4          | 6115   |                                                                                                 |
| Tamchachate    | 171.03.09.     | Comuna rural | 648        | 4151     | 1          | 4150   |                                                                                                 |
| Ait Boubidmane | 171.05.01.     | Comuna rural | 3198       | 16359    | 3          | 16356  | 4258 residents viuen al centre, anomenat Ait Boubidmane; 12101 residents viuen en zones rurals. |
| Ait Harz Allah | 171.05.03.     | Comuna rural | 2299       | 13310    | 4          | 13306  |                                                                                                 |
| Bitit          | 171.05.05.     | Comuna rural | 1822       | 10552    | 0          | 10552  |                                                                                                 |
| Laqsir         | 171.05.07.     | Comuna rural | 5161       | 29296    | 1          | 29295  |                                                                                                 |
| Ait Bourzouine | 171.07.01.     | Comuna rural | 1530       | 8635     | 6          | 8629   |                                                                                                 |
| Ait Naamane    | 171.07.03.     | Comuna rural | 1060       | 6375     | 3          | 6372   |                                                                                                 |
| Iqaddar        | 171.07.05.     | Comuna rural | 1938       | 10483    | 4          | 10479  |                                                                                                 |